# チェヨン (1978年生の歌手)
チェヨン（채연、Chae Yeon、本名：イ・ジンスク（李珍淑、이진숙）、1978年12月10日 - ）は、大韓民国出身の歌手、タレント。メディアライン所属。身長165cm、血液型O型。
2000年から「ジニー・リー（Jinny Lee）」の名で日本での芸能活動を始め、『ウッチャンナンチャンのウリナリ!!』に出演。番組発の音楽ユニット「ウルトラキャッツ」で歌手デビューを果たした。2003年以降は芸名を「チェヨン」と改めて韓国で活動。日本でのイメージを一新したセクシー路線の歌手して人気を博した。2007年からは中国でも芸能活動を行っている。

## 略歴
歌手の夢を追い、2000年に日本テレビのバラエティ番組『ウッチャンナンチャンのウリナリ!!』の南原清隆率いる「南々見組」のオーディションに合格し、ユニー・ハンと共に来日。「ジニー・リー」の名で、映画『ナトゥ 踊る!ニンジャ伝説』への出演や、「ウリナリ女子柔道部」、「ウリナリ芸能人社交ダンス部」などの企画で活躍した。
歌手になる夢を諦めず、内村光良率いる4人組ユニット「ウルトラキャッツ」にメインボーカルとして参加（メンバーは内村光良、大竹一樹、ウド鈴木、ジニー・リー）。デビューをかけて韓国で路上ライブを行うなど精力的に取り組み、2002年3月にCDデビュー。
2002年3月に『ウリナリ』が放送終了するが、同年4月から9月までTBSの深夜番組『ウルトラC』にて活動を継続し、最後にライブを開催した。
ウルトラキャッツの活動終了後も『電波少年的放送局』などで芸能活動を続けたが、2003年3月で日本での活動を終わらせ、韓国に帰国。
韓国で多くの歌手を発掘した音楽プロデューサーのキム・チャンファンのもと、芸名を「チェヨン」と改めて、2003年8月にアルバム『It's My Time』で韓国歌手デビュー。日本でのイメージを一新したセクシーな衣装やダンスが話題となり、爆発的な人気を呼んだ。
その後も歌手としてヒット曲に恵まれ、2005年にはKBS歌謡大賞・今年の歌手賞、SBS歌謡大典・ダンス部門賞などを受賞。
2007年からは中国にも進出し、数多くのコンサートやテレビ番組に出演している。

## エピソード
- 本名であるジンスクの「珍」が韓国では珍しい字であったため、その発音であるジンから派生して「ジニー」となった。また、母親や韓国の友人からもジニーと呼ばれている。
- 『さまぁ〜ず＆ユンソナの花嫁探しツアーIN韓国』（2003年12月28日放送）で韓国を訪れたさまぁ〜ずと再会し、近況などを語り合った。
- 2005年に仕事で来日した際、内村光良に直接連絡し、さまぁ〜ずなどと一緒に食事をしたと『ウンナンタイム』で内村自身が語った。また、一緒に食事した人たちの写真がチェヨンのHPに掲載されていた。
- 日本でのイベント時に、日本語での司会を任せられることもある。
- 韓国紙のインタビューで「日本での活動を自己評価するなら100点満点」と自評し、芸能感覚など多くのことを学んだと述懐している[3]。

## ディスコグラフィ

### 日本
シングル
- ブランニュービスケッツ「Partner"S"」（2001年1月1日）
- ウルトラキャッツ
  - バレム〜願い〜（2002年3月13日）
  - 空と大地が出会う場所（2002年6月19日）
  - 天使ノタメイキ（2002年9月4日）

アルバム
- ウルトラキャッツ 『ウルトラC』（2002年9月19日）

### 韓国
- it's my time（2003年8月21日 韓国:CJ-MediaLine/MLBC-0306）
- Virginalness Bloom（2004年12月14日 韓国:CJ-MediaLine/MLBC-0417）
- Chae yeon Ⅲ（2005年11月23日 韓国:Yejeon Media/YWRCD-123）
- My Love（2007年4月2日）
- Shake（2009年5月6日）

## 書籍
- PEACE OF MIND. JINNY LEE FIRST PHOTO ALBUM（ワニマガジン社、2002年、ISBN 978-4-89829-856-5）

## 出演

### 映画
- ナトゥ 踊る!ニンジャ伝説（2000年）

### テレビ番組
- ウッチャンナンチャンのウリナリ!!（2000年 - 2002年、日本テレビ）
- ウルトラC（2002年、TBSテレビ）
- WEEKEND PARTY（2002年、フジテレビ）
- 電波少年的放送局（2002年、CS日本）
- 일요일이 좋다 日曜日は楽しい（2005年 - 2006年、SBS）
- 해피 선데이  ハッピーサンデー（2007年 - 2008年、KBS）
  - 하이파이브 ハイパイブ コーナー レギュラー

### ラジオ番組
- サタデーホットリクエスト（2002年10月5日 - 2003年3月29日、NHK-FM）